# Man In Space Soonest

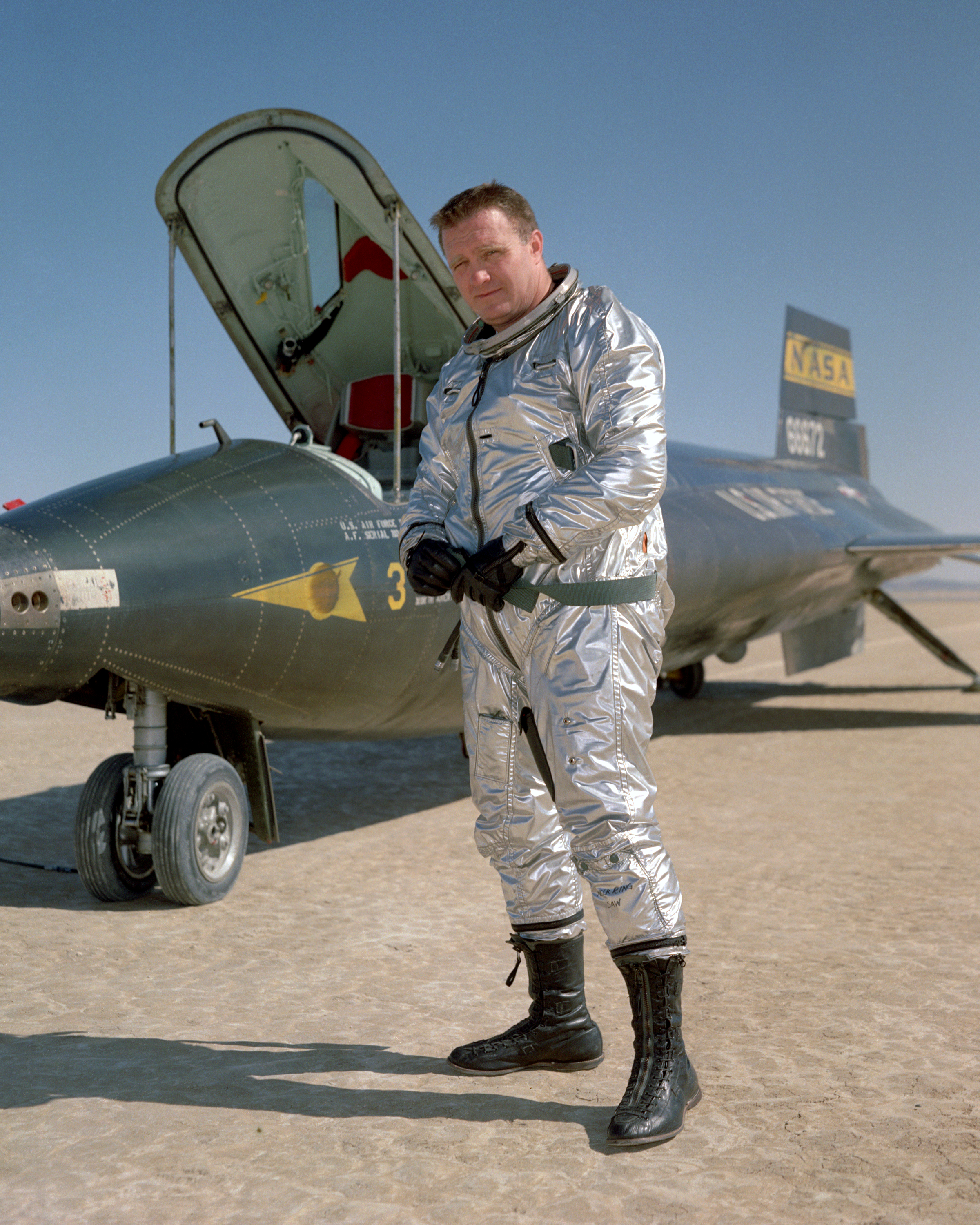
John B. McKay podczas testów samolotu doświadczalnego X-15

Man In Space Soonest (Człowiek w Kosmosie - Pierwsi) – pierwsza grupa amerykańskich kandydatów na astronautów. MISS był projektem Sił Powietrznych Stanów Zjednoczonych, który miał na celu pokonanie Rosjan w wyścigu kosmicznym. Projekt został anulowany po tym, jak nowo utworzona agencja NASA przejęła odpowiedzialność za wszystkie amerykańskie załogowe loty kosmiczne 1 sierpnia 1958. Pomimo że członkowie tej grupy nie brali udziału w lotach kosmicznych w ramach tego programu, jeden z nich chodził po Księżycu, a kilku innych zostało astronautami poprzez program X-15.
Do grupy należeli:
- Neil Armstrong
- Bill Bridgeman
- Scott Crossfield
- Iven Kincheloe
- John B. McKay
- Robert Rushworth
- Joe Walker
- Alvin White
- Robert White